# Agnesi (cratère)
Pour les articles homonymes, voir Agnesi.
Agnesi est un cratère de la planète Vénus ayant un diamètre de 42,4 kilomètres. Sa latitude est de -39,4° et sa longitude est de 37,7°.  Il est nommé en l'honneur de Maria Gaetana Agnesi, mathématicienne italienne (1718-1799),.